# Abadia d'Emaús
El monestir d'Emaús, també anomenat monestir de Na Slovanech o simplement Emmauzy (oficialment Església de Nostra Senyora de Slavany o Abadia de la Mare de Déu i de Sant Jeroni d'Emmaús) és un monestir de Praga (República Txeca).
Emmaús va ser fundada el 21 de novembre de 1347 per Carles IV del Sacre Imperi Romanogermànics, en benefici de l'orde dels benedictins eslaus.
Durant dos segles i mig aquesta abadia va formar part de la congregació de Montserrat i va estar comandada per monjos i abats de l'Abadia de Montserrat catalana, que van estendre la devoció de la Mare de Déu de Montserrat per tota Txèquia.
A part del monestir, l'Abadia benedictina també inclou l'Església de Nostra Senyora dels Eslaus. El seu nom complet és Església de la Mare de Déu, Sant Jeroni, Sant Ciril i Sant Metodi, Sant Adalbert i Sant Procopi (en txec «Kostel Panny Marie, svatého Jeronýma, Cyrila a Metoděje, Vojtěcha a Prokopa»).
Durant el bombardeig de 1945, la torre bessona oest de l'església va ser destruïda i el 1968 va ser substituïda.
A part de l'Abadia de l'orde de St. Benet, també hi les oficines de la secció txeca de Ackermannova sdružení, České křesťanské akademie, Asociace finanční občanské gramotnosti i de diversos consultoris d'advocats.
El monestir i l'església d'Emaús van ser declarats monument cultural nacional l'any 1978.

## Història

### Els inicis del monestir

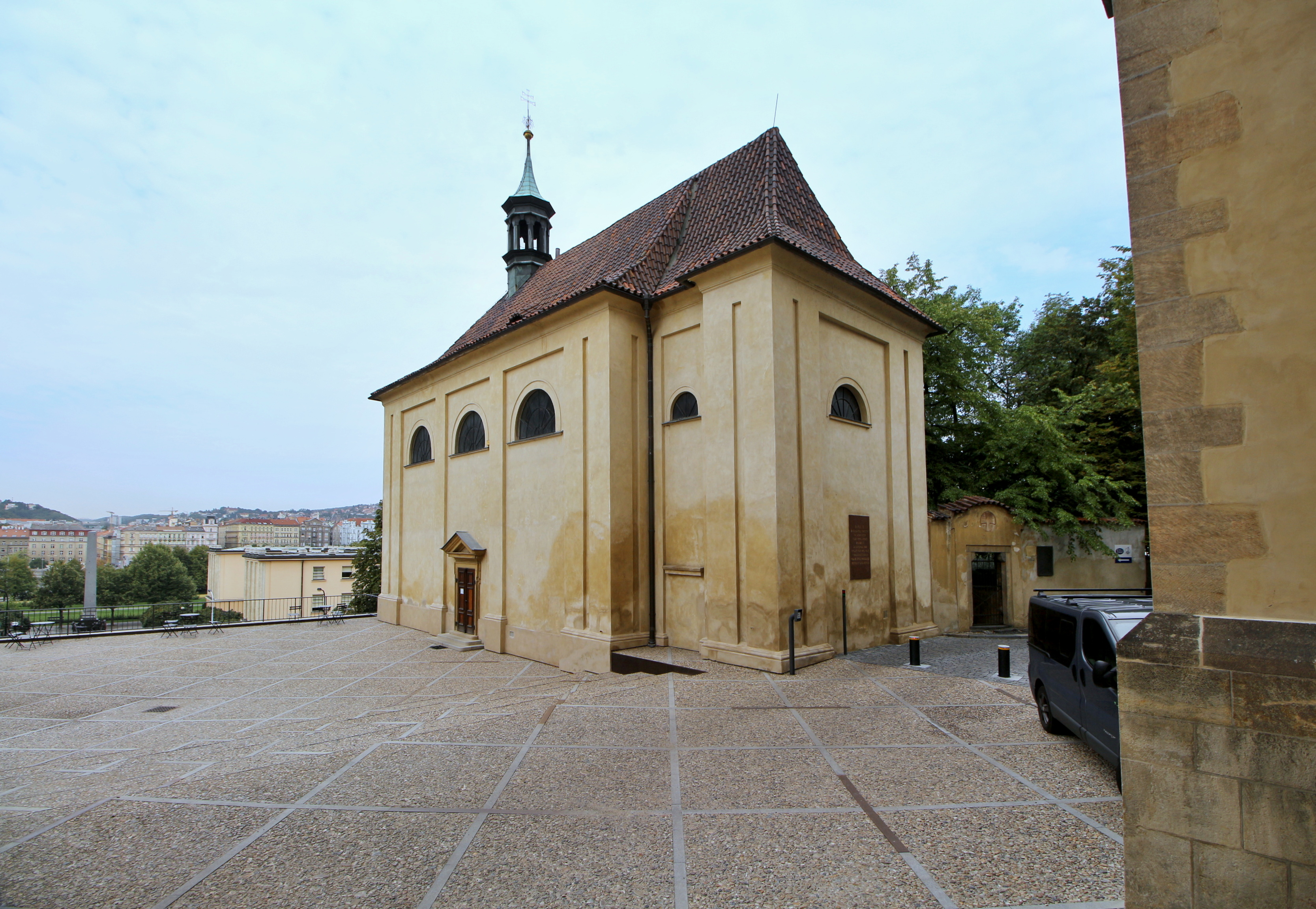
Originàriament l'església parroquial romànica de Sant Cosme i Sant Damià de Podskalí, la part més antiga de la zona de Na Slovanech, Praga,

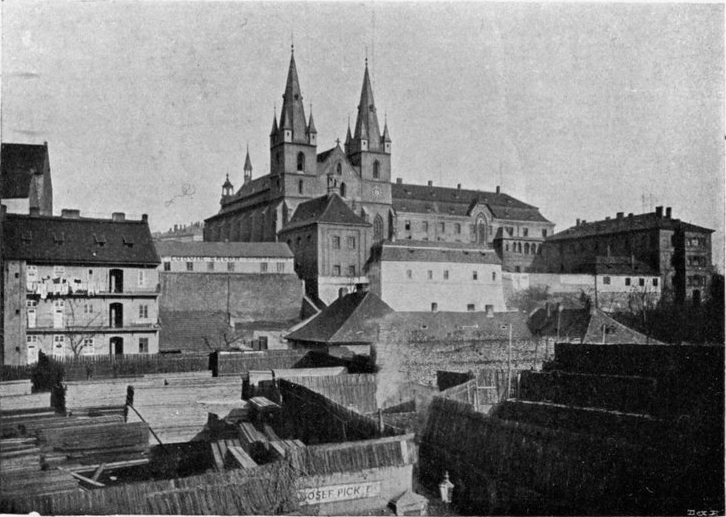
El monestir de Moldava a principis dels segles XIX i XX

En virtut del privilegi d'el 9 de maig de 1346, concedit pel papa Climent VI, el rei txec Carles IV, per escriptura d'el 21 de novembre de 1347, va poder fundar un monestir de l'orde benedictí de la litúrgia eslava a Podskálí, prop de l'església més antiga de Sants Cosme i Sant Damià. Va obtenir l'aprovació papal mentre era al margravi de Moràvia, després d'algunes vacil·lacions i amb la condició que fos l'únic d'aquest tipus al Sacre Imperi Romanogermànic.
La consagració del temple i del monestir va ser realitzada per Pasqua, el 29 de març de 1372, a càrrec de l'arquebisbe de Praga, Jan Očko de Vlašimi, en presència de dos electors imperials i diversos bisbes, i del mateix Carles IV i del seu fill Venceslau IV. En pressionar perquè l'arquebisbe de Praga consagrés el monestir, en comptes del nunci apostòlic papal, Carles va posar l'accent en l'especificitat de la nova institució.
Paral·lelament, els seus esforços també anaven encaminats a eliminar el cisma entre l'Església occidental i les Esglésies cristianes orientals. Amb aquest objectiu, va decidir reviure la litúrgia eslava, adherint-se a la tradició ciril·lo-metodiana i crear un centre d'educació de l'església eslava, on la fe en llengües eslaves es va estendre entre els txecs i altres eslaus. I per aquest motiu va convidar a Praga, principalment, monjos benedictins del monestir de Tkon, de l'illa de Pašman, al sud de Zadar, a la zona de l'actual Croàcia, l'anomenat glagolític (també glagolític ), que coneixien l'eslau eclesiàstic.
Després de la mort de Carles IV. Els monestirs eslaus es van fundar a Polònia ( glagolaszy ): el 1380 a Olešnice prop de Wrocław i el 1390 a Klepařy a Cracòvia, que va existir durant més de 100 anys.

### L'època husita

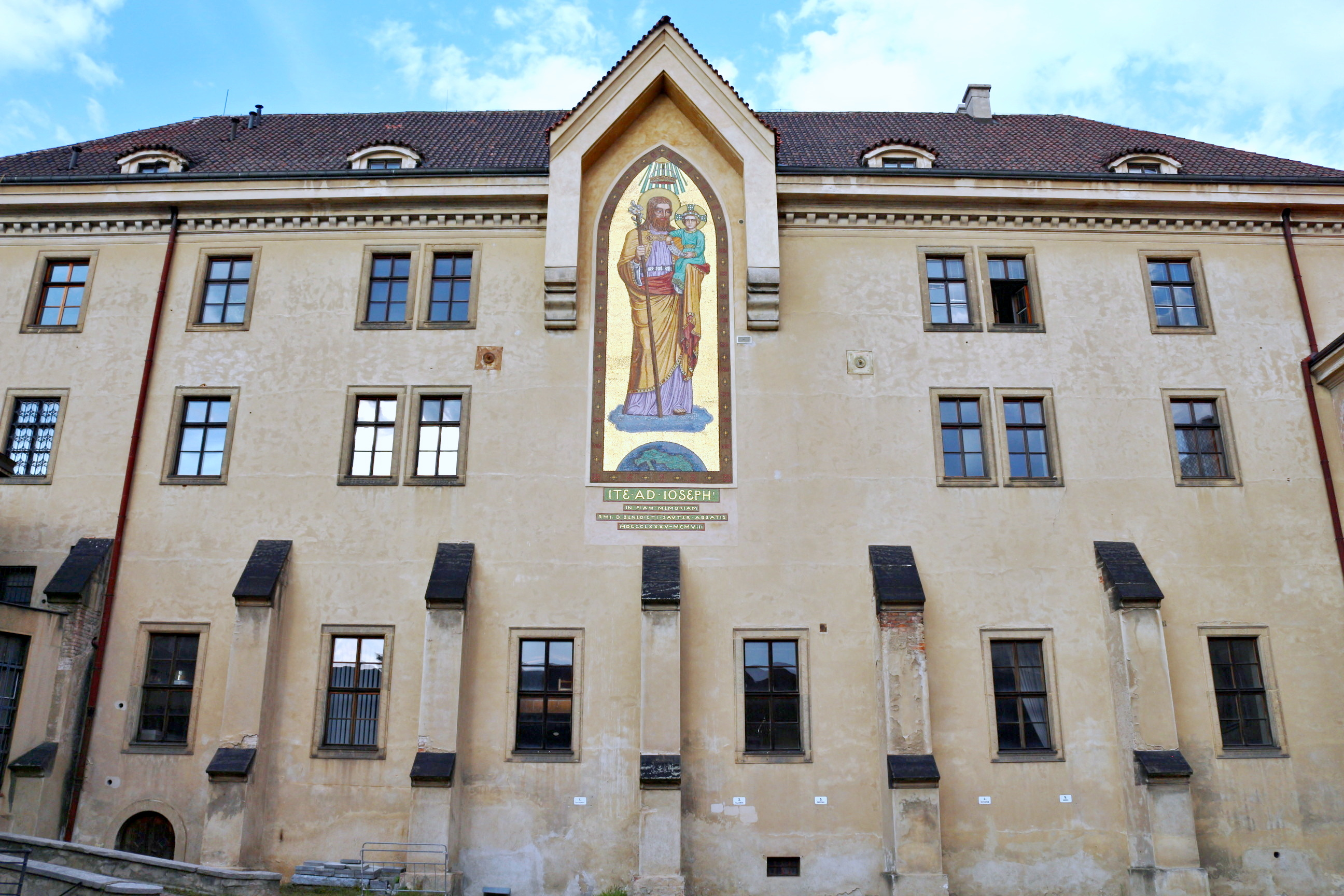
Façana del costat oest de l'edifici de l'Abadia, amb el mosaic a l'estil Beuron

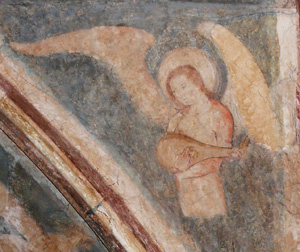
Àngel dels passadissos creuats

El monestir també va funcionar durant l'època husita, quan va escapar del saqueig. Els hussites se'n van fer càrrec el 1419 i, com a únic monestir txec, s'hi va practicar la comunió fins al 1589. En aquella època, el teòleg hussita anglès Petr Payne i el germà Řehoř, el posterior fundador de la Unitat Fraternal, van treballar al monestir.
Tanmateix, el període husita d'Emaús va ser, en general, un moment de decadència. El monestir va funcionar més com un lloc on vivien els pensadors de l'utraquisme i la comunitat monàstica va anar desapareixent. L'últim dels abats utraquistes i al mateix temps rector de la Universitat de Praga, vas ser Matouš Benešovský, anomenat també Philonomus.
Pavel Paminodas Horský va ser el successor de Benešovský com a abat, el 1592, qui es va adonar que la situació d'Emaús era insostenible. Amb el temps, Horský es va fer catòlic, va completar el noviciat i la resta de formació necessària a Broumov, i va tornar a Emmaús on va començar a restaurar la comunitat benedictina catòlica. Aquest va ser el final del període utraquista del monestir.

### Arribada dels monjos catalans de Montserrat
L'abat Horský i els seus successors van intentar restaurar la comunitat catòlica d'Emaús. No obstant, aquest va ser un procés llarg i el monestir, durant molts anys, no va estar massa actiu. Aquest fet va portar a l'emperador Ferran III del Sacre Imperi Romanogermànic, el 1636, a obligar els monjos txecs a abandonar l'Abadia d'Emaús i a traslladar-se a l'església de St. Nicolau, a la Ciutat Vella de Praga, i va rellevar-los per monjos benedictins catalans provinents de l'Abadia de Montserrat, que a Praga van ser coneguts com els "espanyols negres" (černí Španělé), pel color de les seves sotanes. L'emperador va promocionar al montserratí pare Benet Peñalosa com abat d'Emaús.

### Millores arquitectòniques i decoració barroca dels monjos montserratins
Per instruccions de l'emperador Ferran III, van establir l'anomenada Capella Imperial, dedicada als sants protectors de la pesta, com són Sant Benet, Sant Sebastià, Sant Fabià, Santa Rosalia i Sant Roc. L'any 1640, a més, van substituir l'ample coberta original, de mig vessant, per una de més gran, a dues aigües amb coberta de tres vessants, i van reconstruir l'extrem oest de la nau, afegint-hi dues torres. La façana amb les torres es va acabar el 1712–1723 i es va adquirir un nou altar major.
En aquesta època catalana, l'abadia va formar i atreure a molts monjos il·lustres que van acabar vivint i treballant a Emmaús. Entre ells, podem citar al famós predicador, natural de Česká Lípa, Veremund Proche, qui va ser prior d'Emaús durant diversos anys i al final de la seva vida va ser el superior del prebost d'Emaús a Bezděz.
A finals del segle XVIII, el monestir va tornar a començar a decaure. A més dels catalans, ja hi vivia un grup relativament nombrós de monjos d'origen txec, però els esdeveniments externs van ser força desfavorables. Encara que el monestir va sobreviure a les reformes josefines, va haver d'assumir la gestió de la universitat de Klatovy (Gimnàs de Klatovy). Això va significar, entre altres coses, que el professorat de la institució era conformat pels monjos de l'Abadia d'Emaús que s'hi haurien de traslladar. Com a conseqüència, al final només van quedar a l'Abadia d' Emaús l'abat i uns quants monjos jubilats.

Tanmateix, l'abat Prokop Škoda va poder aprofitar les reformes josefines per comprar llibres, pintures i altres objectes d'art dels monestirs abolits, de manera que l'Abadia d'Emaús va aplegar una extensa col·lecció d'art.

### Marxa dels catalans i arribada dels monjos alemanys
El 1880, l'arquebisbe de Praga Bedřich Josef, cardenal Schwarzenberg, va oferir el monestir com a refugi als monjos benedictins alemanys de la congregació de Sant Martí de l'Abadia de Beuron, que es van veure obligats a abandonar Alemanya durant l'anomenada Kulturkamps del canceller Otto von Bismarck contra el Vaticà.
Després de la declaració de Txecoslovàquia, la comunitat alemanya va ser expulsada i el 1919 el monestir va ser, breument, propietat d'un conservatori de música. Un any més tard, els benedictins de Beuron van tornar. Tanmateix, ara ja va ser una mixta txeco-alemanya. Amb el temps els alemanys es van dispersar a altres monestirs de la congregació benedictina de Beuron, fora del territori de Txecoslovàquia.

### Durant la primera república
El 1920 , Arnošt Vykoukal esdevé el prior-administrador del monestir. Va intentar estabilitzar el monestir, debilitat per la marxa forçosa d'alguns monjos. El 1925 es va iniciar l'elecció d'un nou abat. Els conventuals van tornar a triar Vykoukal. Sota el seu lideratge, el monestir es va convertir en el focus del moviment litúrgic txec, connectat principalment amb els monjos d'Emaús Prokop Baudyš i Marian Schaller. A partir de 1926, el monestir va començar a editar la revista PAX centrada en temes de litúrgia i vida monàstica. També hi van contribuir molts benedictins d'altres monestirs (per exemple, Sigismund Bouška de Břevno o Václav Jan Pokorný de Rajhrad). L'abat Vykoukal també va ser l'autor de la idea de fundar una congregació separada per als monestirs benedictins a Txecoslovàquia.  Emmaús va mantenir temporalment la seva afiliació a la Congregació de Beuron, però això no era sostenible a llarg termini. Els serveis del ritu bizantí també van començar a celebrar-se al monestir d'Emaús, per la qual cosa el monestir va intentar seguir la idea original de Carles IV.  El desenvolupament prometedor de l'abadia va ser interromput per l'ocupació nazi i l'esclat de la Segona Guerra Mundial.

### Durant la Segona Guerra Mundial

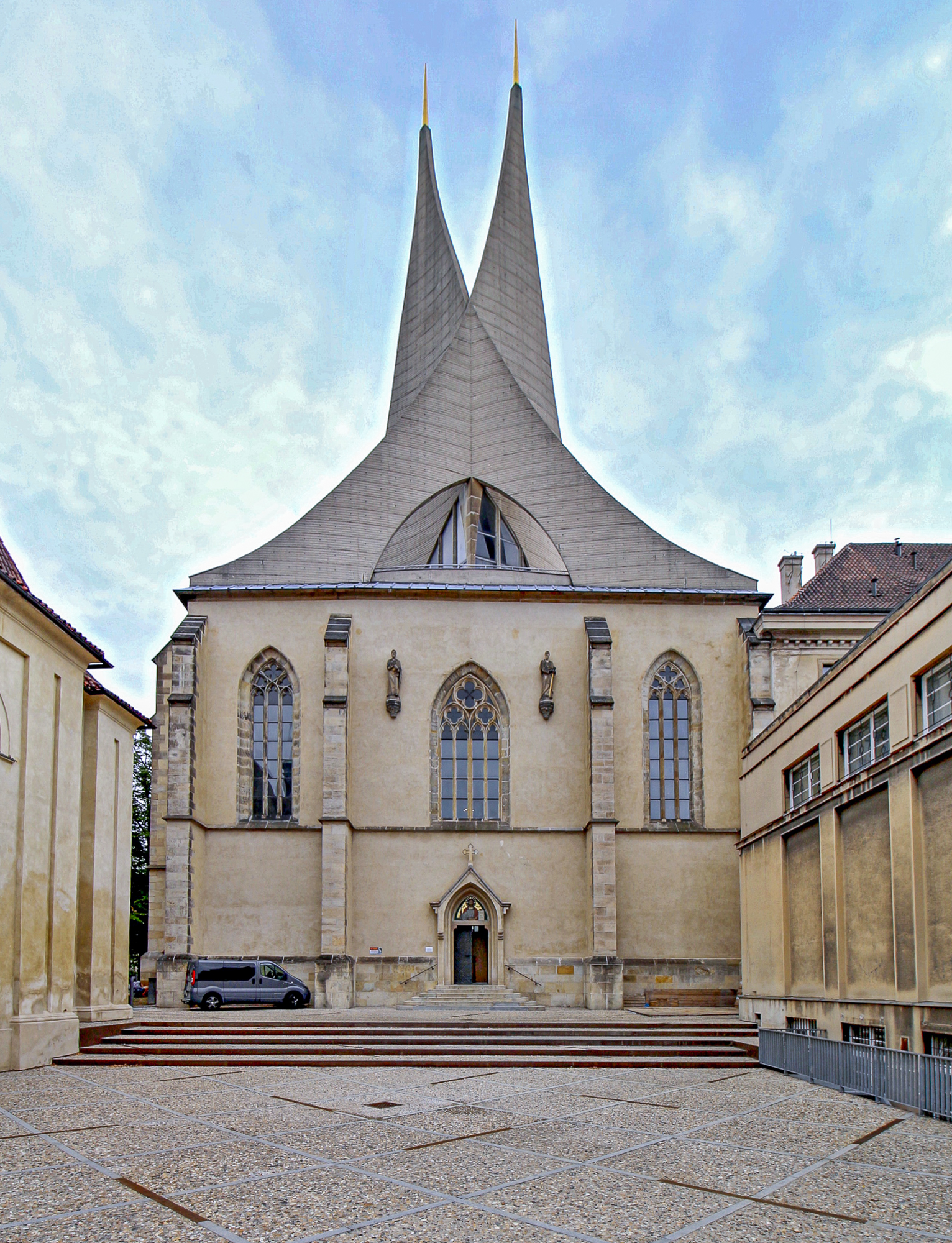
Església del monestir de la Mare de Déu amb les seves torres característiques.

La primavera de 1941, l'emissora Magda va emetre diverses vegades des del conjunt del monestir. Va ser un programa produït pels radiotelegrafistes de la resistència Bohumil Bachura, František Chyba, Jindřich Fröde i Otakar Batlička. Aquest grup estava connectat tant amb el consolat de la URSS a Praga (a través del seu empleat Leonid Mochov) com amb la Defensa de la Nació (ON). Al començament de juliol 1941, els alemanys tanquen l'església al públic. El diumenge 13 de juliol de 1941, els fidels que s'havien reunit fora de l'església per a una missa de desafiament van ser dispersats per una unitat de la Schutzpolizei. Tres dies després (16 de juliol de 1941), la Gestapo va escorcollar l'oficina de l'abat Arnošt Vykoukal. Tant el monestir com l'església van ser tancats definitivament el 18 de juliol de 1941, els monjos van ser expulsats del monestir i el monestir va continuar servint als alemanys com a hospital militar. L'abat Arnošt Vykoukal va haver de marxar de Praga. Més tard va ser detingut per la Gestapo i va morir, un 9 o 10 de setembre de 1942 al camp de concentració de Dachau. Dos monjos més d'Emaús no van sobreviure a la presó nazi. Marcel Higi va morir el 16/11/1941 a Terezín, va ser enterrat a Počáple, prop de Terezín, després que l'aleshores prior de Břevnov, Anastáz Opasek, demanés el seu cos per ser enterrat. Vavřinec Miloslav Filip va morir el 13 de setembre de 1942 al camp de concentració de Dachau. El novell Vojtěch Ivan Novák va ser afusellat al camp de concentració d'Oranienburg, entre 1942 i 1945.
Durant l'atac nord-americà a Praga del 14 de febrer de 1945, tant el monestir com l'església van ser molt danyats pels bombardeigs de la 8a Força Aèria dels Estats Units (USAAF). Tres devastadores bombes incendiàries, cadascuna de 227 kg de pes, van caure sobre el monestir i l'església. L'atac va destruir les dues torres pseudogòtiques (la del nord va quedar totalment destruïda, tota la del sud va cremar) de l'església del monestir. Dos terços de la volta de l'església es van esfondrar. Els edificis van cremar fins a les voltes de la planta baixa. Les reparacions del complex es van fer ja sota el socialisme, a la primera meitat dels anys cinquanta.
L'any 1945 , la Congregació benedictina eslava de St. Vojtěcha passa a formar part del monestir.

### Sota el socialisme
El 1950, el monestir va ser abolit per la força com a part de l'Acció K, i després va caure en mans de l'Acadèmia de Ciències Txecoslovaca. La majoria dels monjos van ser internats, i P. Cyril Stavěl, que va fugir a l'estranger, va escapar de l'internament per casualitat. Alguns dels monjos van aconseguir marxar cap a Itàlia, on vivien des de 1948 l'abat Maurus Verzich i Odilo Crkva, que va decidir no tornar dels seus estudis a Roma després del cop d'estat comunista.
Els següents es van quedar a Txecoslovàquia:
- P Hieronymus Carl Franz Wenzel OSB (28 de gener de 1904 Praga-Králové Vinohrady - 15 de desembre de 1986) - prior de l'abadia d'Emaús
- Pare Bernard Josef Kalasanc Velíšek OSB (14 de juliol de 1872 Dubné – 4 de novembre de 1950) - prior del monestir d'Emaús durant la Segona Guerra Mundial
- Marian František Emanuel Schaller OSB (13 de febrer de 1892 Praga-Žižkov - 20 de març de 1955 com a conseqüència del seu empresonament, quan va ser torturat per confessar una mena d'"activitats antiestatals") - el subprior del monestir d'Emaús
- Fr. Romanus Georg Stopfer (Štopfer) OSB (5 d'agost de 1869 Řešanov - 2 de novembre de 1952 a Casa benèfica a Moravec)
- P. Wolfgang Alfred Sturm OSB (? – 10 de maig de 1959)
- P. Johannes Nep. František Kamaryt OSB (20 de novembre de 1876 Chmelná - 18 de juliol de 1946)
- P. Ludovicus Joseph Zlotÿ OSB (14 d'octubre de 1885 Pišt - 1 de desembre de 1951 Pišt)
- P. Linus Johannes Prochaska (Procházka) OSB (6 d'agost de 1887 Pišť – 18 de juny de 1954 Lukov)
- Fr. Bernard Jan Adamíra OSB (6 de maig de 1881 Věkoše - 25 de maig de 1964)
- P. Majolus Josef Klanc OSB (28 de febrer de 1894 Čilec u Nymburk - 11 de març de 1959 Rožďálovice)
- P. Anselm Leo Maria František Sedláček OSB (10 de febrer de 1893 Tišnov – 31 d'agost de 1971)
- Fr. Gaudentius František Brožek OSB (11 de juliol de 1894 Chotěboř - 1 de juny de 1961)
- Fr. Vitus Joseph Friedrich Novám OSB (31 de juliol de 1906 Žabonosy - 10 de maig de 1969)
- P. Methodus Karl Franz Winzenz Klement OSB (27 de novembre de 1889 Stod u Plzeň - 7 de novembre de 1979 Praga) - com a rector de Sázav, el P. restauració del monestir de Sázav
- P. Placidus Josef Robert Wenzel OSB (7 de juny de 1907 Praga-Králové Vinohrady – 23 de setembre de 1968)
- P. Benedict Bohumil Jan Kovařík OSB (13 d'abril de 1902 Praga-Žižkov – 3 de gener de 1975 Praga)
- P. Basilius Friedrich Lang OSB (27 d'octubre de 1909 Praga – 2 d'abril de 1983 Hospital Kroměříž)

#### La comunitat d'Emaús a l'exili
L'abat Verzich va intentar crear una comunitat a l'exili que assegurés la continuïtat d'Emaús. La comunitat es va constituir només després de diverses dificultats l'any 1965, quan els monjos s'instal·len a l'antic monestir dels caputxins de Norcia, que van adaptar a les seves necessitats. Fins al 1969, la comunitat estava dirigida per l'abat Maurus Verzich, i durant els anys 1969-1990 , P. Cyril Stavěl n'era el prior-administrador. Altres persones interessades en la vida monàstica es van incorporar progressivament als benedictins txecs a Núrsia. Entre d'altres, el posterior primer prior-administrador de l'Emaús restaurat, Vojtěch Engelhart, així com Bernard Václav Klener, Augustin Gazda i Dominik Eremiaš. També Odilo Crkva va treballar durant un temps com a capellà de les germanes benedictines a Monte Fiolo, Itàlia, i més tard va marxar a partir d'una oferta dels benedictins (descendents d'emigrants txecs) de Lisle per dur a terme l'administració espiritual dels expatriats txecs a Chicago, EUA. El 1969, va transferir el seu vot monàstic d'estabilitat a Lisle. Després dels canvis polítics de tombants del 1989 i del 1990, es va decidir retornar la comunitat exiliada a la República Txeca. No obstant això, el monestir de Norcia va existir fins al 1992, quan va ser dissolt i la resta del seu personal va ser convidat a tornar. La majoria dels monjos sí que van tornar, però alguns van optar per quedar-se a Itàlia i van fer el seu vot d'estabilitat a un altre lloc. 

## Present

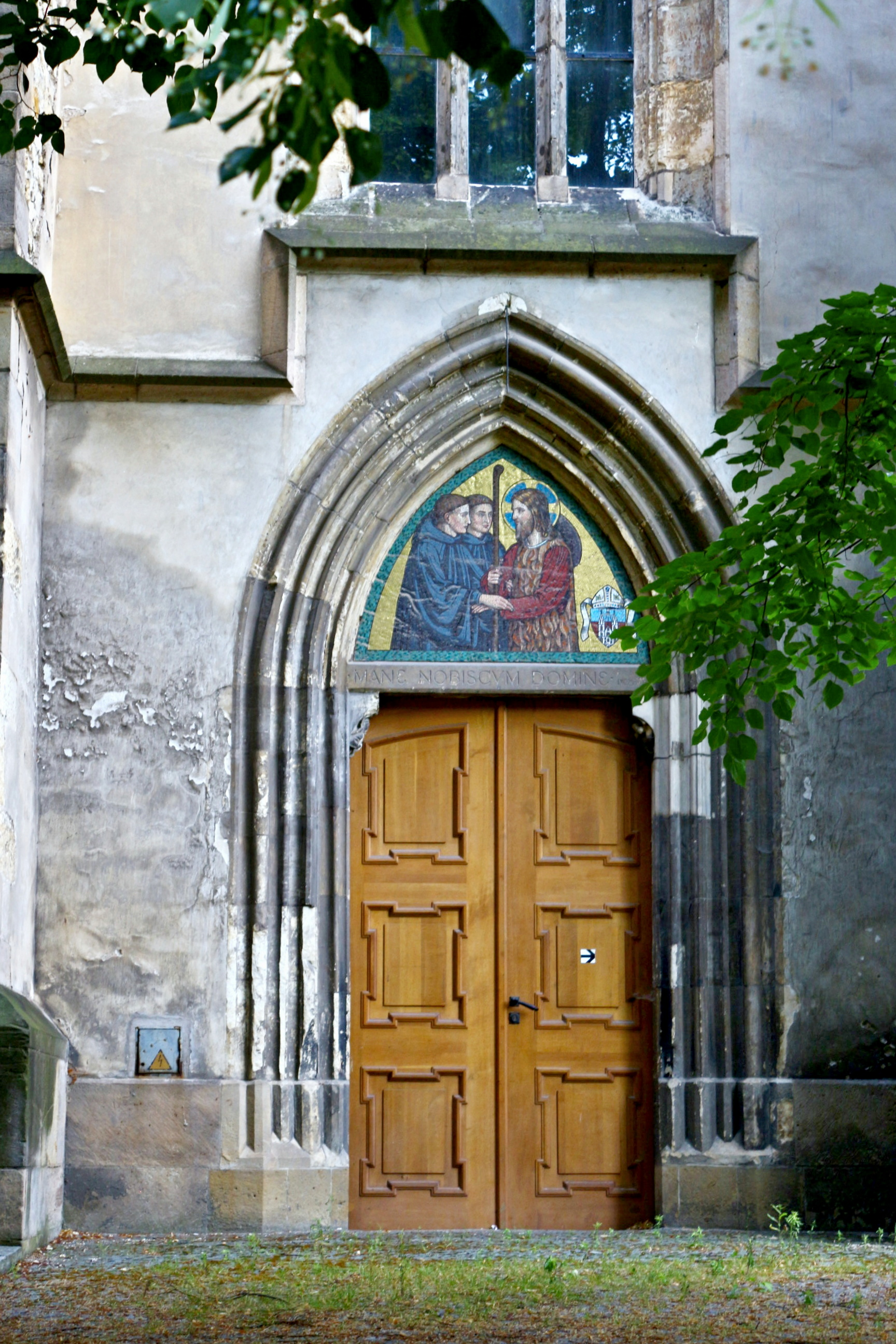
Un de portals de l'església

Després de 1989, els edificis del monestir i de l'església van ser retornats a l'abadia benedictina d'Emaús. El prior Cyril Stavěl es va fer càrrec del monestir, però va morir poc després. El càrrec de prior va ser assumit per Vojtěch Engelhart. L'any 1995 es va completar una etapa de la reconstrucció del monestir. Va ser llavors quan es va establir un claustre al primer pis de l'antic edifici del convent i la comunitat monàstica va començar a viure de nou al monestir. Inicialment, tenia set membres.
L'any 2003 es va acabar la reconstrucció de l'església i es va consagrar el nou altar. La primera missa es va celebrar simbòlicament el dilluns de Pasqua, 21 d'abril de 2003 . El patró de l'església fou l'abat Asztrik Várszegi de l'abadia hongaresa de Pannonhalma, el bisbe consagrador d'Esztergom. El 2004, Vojtěch Engelhart va dimitir i Marian Klener, l'actual rector de Praga-Strašnice, va ser elegit nou prior. Des de 2010, l'administrador de l'abadia és Edmund Wagenhofer, emèrit del monestir de St. Pere a Salzburg.
El 2016, P. Augustin Gazda, OSB, del monestir de Rajhrad es va convertir en l'administrador. L'any següent es va reconstruir Paradise Court. El 21 de novembre de 2017 es va beneir en el marc de la celebració del 670è aniversari de la fundació de l'abadia. A partir de la tardor de 2017, el P. Dominik Maria Eremiaš, OSB, que abans va treballar durant molt de temps a la diòcesi de Brno, va esdevenir el rector de l'església del monestir. L'any 2018 es va iniciar la revitalització del jardí del monestir. Després de la mort de P. Gazda el 2019, l'arquebisbe de Břevnov Prokop Siostrzonek, OSB, es va convertir en l'administrador de l'abadia.
Actualment, la comunitat d'Emaús compta amb quatre monjos, tres d'Emaús i el pare Radim Jan Valík, OSB, com a convidat de llarga durada de Břevnov.

## Arquitectura i decoració

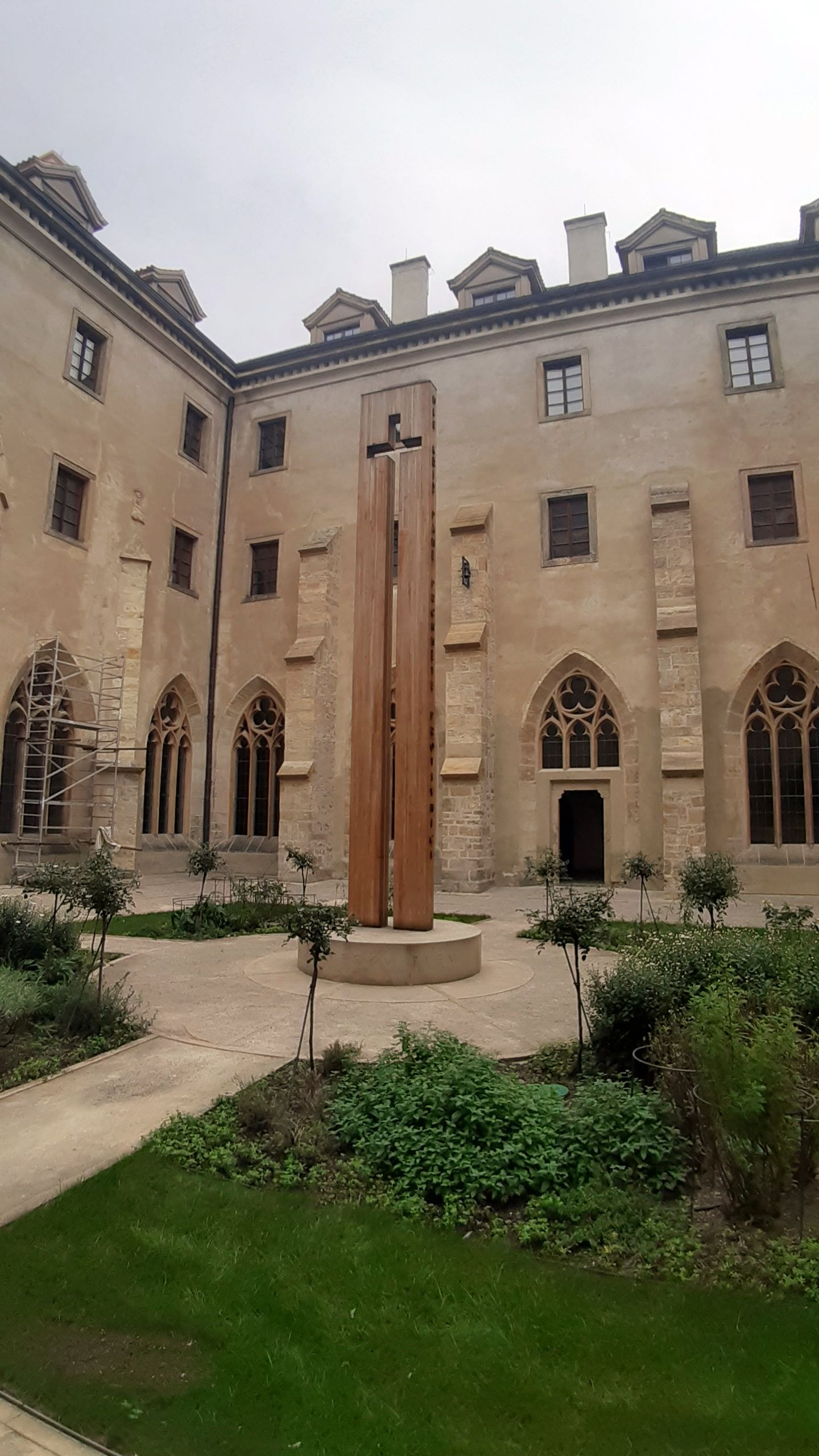
Aspecte després de la reconstrucció del 2016

El monestir original, construït entre els anys 1348 i 1372 sobre un turó rocós, prop de l'antiga església parroquial de Sant Cosme i Sant Damià, formaven part del pla urbanístic de Carles IV per a la construcció de la Ciutat Nova de Praga. Va ser concebut com a part d'un sistema d'edificis eclesiàstics disposats formant una creu a la planta general de la ciutat. L'àrea del monestir inclou el temple del convent, la quadratura adjacent al sud, amb el Jardí de l'Edèn, i a l'oest d'aquest un conjunt d'edificis més nous de la primera meitat del segle XIX i dels anys trenta. També inclou la capella de Sant Cosme i Sant Damià, amb una volta barroca primerenca.
Karlova dvorská huť va participar en la construcció de l'església i monestir gòtics de tres naus. L'àmbit del monestir va ser decorat a la dècada de 1460, amb un cicle de 85 pintures murals gòtiques amb referències a l'Antic i al Nou Testament. Els autors de les pintures van ser l'anomenat Mestre del cicle d'Emaús (el seu nom és desconegut), Mikuláš Wurmser d'Estrasburg i el Mestre Oswald.
Als segles XVII i XVIII, els edificis van ser barrocitzats pels monjos catalans de Montserrat i a l'església s'hi van afegir dues torres barroques primitives. També es va afegir una planta addicional a l'edifici del monestir i durant els anys 1766 i 1769 es va fer una façana barroca tardana.
Entre els anys 1880 i 1890, la zona barroca dels montserratins va ser destruïda pels benedictins de Beuron, que la van convertir en neogòtica, a l'estil de Beuron. Entre els anys 1929 i 1930, van començar a modificar part del conjunt segons el projecte de l'arquitecte Bohumil Hypšman.
Després que els terrenys del monestir patissin greus danys, durant l'atac aeri aliat el febrer del 1945, les voltes van ser reconstruïdes el 1953-1954, segons la proposta del professor Bedřich Hacar . A partir del projecte de l'arquitecte František Maria Černý, es va reconstruir l'església, durant la qual les torres enderrocades van ser substituïdes per unes de formigó amb puntes daurades, entre el 1964 i el 1968. L'any 1961 es van instal·lar quatre vitralls amb motius de símbols astronòmics dels planetes, l'Esperit Sant i personificacions de l'astronomia, segons el disseny del pintor Jiří Binko, per encàrrec de l'Institut Astronòmic de l'Acadèmia de Ciències Txecoslovaca. El nou altar va ser realitzat segons el disseny de l'escultor acadèmic Karel Stádník i consagrat l'any 2003 per l'arxipreste Asztrik Várszegi ). L'equipament de l'església data del 2003-2008. El Rajský dvůr va ser restaurat el 2016-2017, al centre hi ha una creu invertida de fusta.

## Orgue
Emmaús tenia una reputació extraordinària en el món de la música eclesiàstica. A l'article "Sobre l'orgue, els organistes i la Praga vella", en Tomáš Slavický dialoga sobre l'orgue que hi havia a Emmaús amb Otto Novák (2 de març de 1930 - 12 de novembre de 2013), un dels millors improvisadors d'orgue de la segona meitat del segle XX que va ocupar el càrrec d'organista de la catedral durant 32 anys a la Catedral de Praga, és a dir, tradicionalment l'església amb orgue més important de Bohèmia:
T. Slavický: „Při náletu v únoru 1945 byl poškozen jen jeden kostel v Praze, ale zrovna to byl emauzský kostel založený Karlem IV. a v něm stály tehdy největší kostelní varhany. Pamatujete ještě tento pozoruhodný nástroj?“

-O. Novák: "L'orgue estava tan bellament adaptat que la gent venia de tot Europa central a veure'l. Va ser obra d'Alban Schachleiter, que esdevingué llavors abat. Era alemany i va contractar una empresa coneguda a tota Àustria-Hongria de fabricació de nous orgues. Quan l'orgue de Koulen es va ampliar a Emmaús a tres mans, l'organista Paštika va haver de traslladar tot el seu taller a Emmaús i es van fer tubs sota la seva supervisió directa. Tot el que era de fusta fou preparat pels mateixos monjos benedictins. Hi tenien artesans, així que tot l'instrument es va crear a Emaús".
T. Slavický: "Així que aquesta va ser l'unica cosa que es va cremar en la incursió..."

-O. Novák: "No es va cremar. Va resultar que l'orgue no es va fer malbé durant la batuda, perquè la volta de la nau va caure. Però res va caure sobre l'orgue, tot i que hi va volar pols i cendres. El professor Krajs va desmuntar l'orgue amb els alumnes del conservatori d'aleshores i quan els benedictins van tornar, després de la guerra, tot va ser traslladat de nou a Emmaús. I a Emaús va restar l'orgue fins al tancament dels monestirs. Després, es va traslladar diverses vegades més i, finalment, es va traslladar a la capella dels Sants Cosme i Damià. I mentre era allà, van entrar i el van robar. Així que aquest va ser el final del famós orgue d'Emaús.'
T. Slavický: „Já bych se Vás rád zeptal ještě na jednu muzikantskou zajímavost ze staré Prahy, kterou my už známe jenom z vyprávění. Emauzy byly vyhlášené jako prvořadé centrum gregoriánského chorálu. Zažil jste ten proslulý chorál, jak se tam zpíval a samozřejmě také doprovázel?“

-O. Novák: "Sí, el professor Wiedermann hi anava durant les vacances. A l'aula convertida en capella hi tenien un bonic harmònium americà, amb un so agradable. El professor Wiedermann només hi anava de vacances. Però després hi havia un benedictí, el pare Sedláček, que acompanyava molt bé el cant amb l'instrument. Després hi va haver un senyor, Bobák [1927–1984 ], que va estudiar medicina i va ser un gran intèrpret.Vivia al monestir, tocava i li donaven de menjar. També va acompanyar molt bé el cant. Va ser després de la guerra, quan hi tocava Honza Bobák, a les hores fosques de Pasqua. Acompanyava aquelles lliçons tocant l'harmònium. Va ser una experiència, realment única. Vaig quedar completament extasiat, quina bellesa era quan recitaven les lliçons i les recolzaven amb acords. No ho he sentit res d'igual des d'aleshores.
-T. Slavický: "Ens trobem, doncs, en els pocs anys de llibertat entre el final de la guerra i la liquidació dels monestirs de l'any 1950. Com era de nombrosa la comunitat cantant d'Emaús en aquella època?"

-O. Novák: "Hi havia dotze o catorze monjos, segons recordo. I després hi havia Pater Velíšek, que era un vell que no veia bé, així que duia una lupa molt potent, però cantava com en un conte de fades. Quins records! ".

## Curiositats

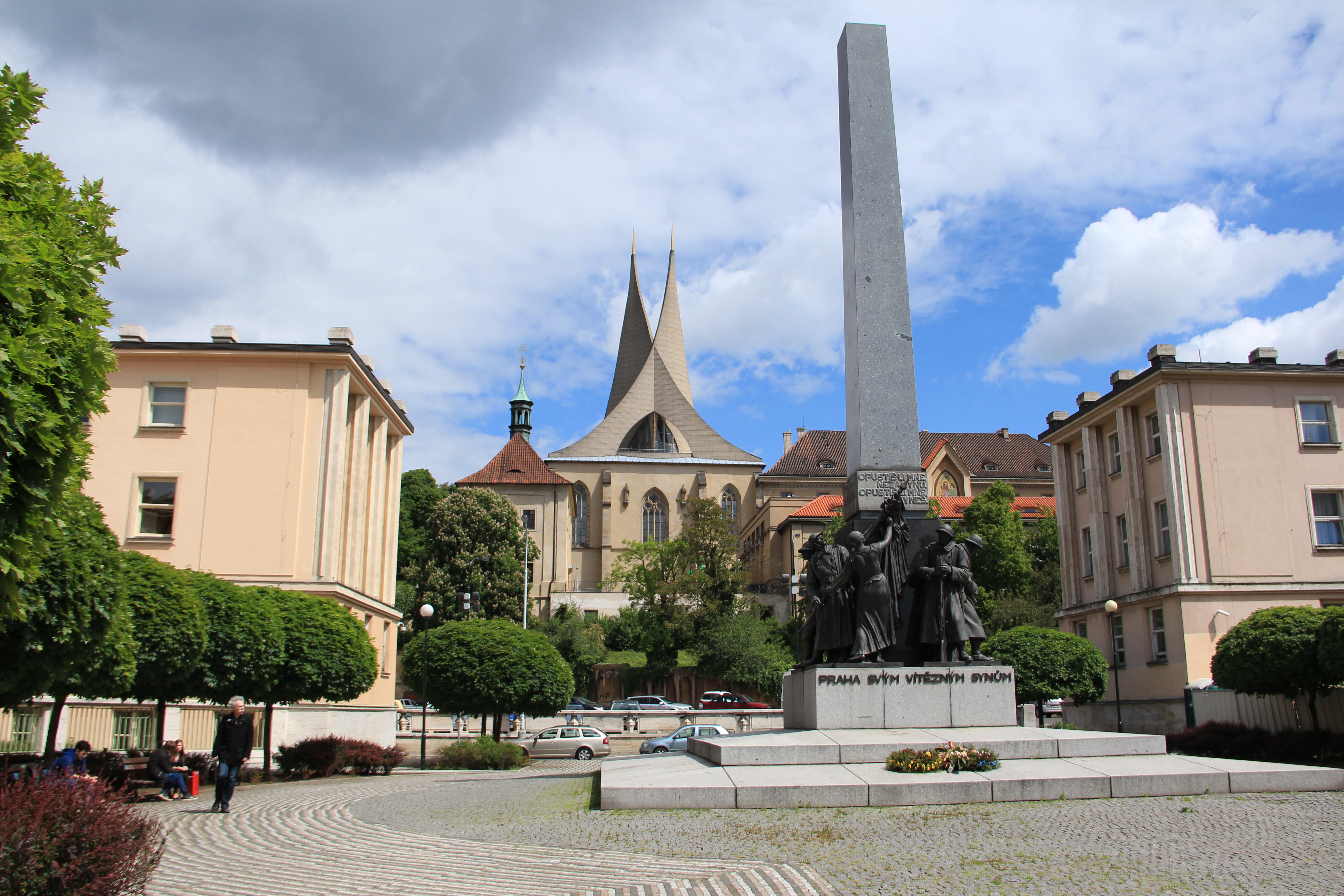
L'Abadia i el monument de Praga als seus fills vencedors

- A l'Abadia s'hi va crear la part glagolítica de l'anomenat Evangeli de Reims, que probablement es va extraviar a Praga durant les guerres hussites. Més tard, el manuscrit va passar a formar part del tresor del temple de Reims, França.
- Entre el 1347 i el 1350, el monestir es va anomenar Sant Jeroni, la Mare de Déu i els sants patrons eslaus, amb la denominació local "Podskalo" davant de Vyšehrad. Més tard, el nom "Dels eslaus" va prevaler, en relació amb els patrons eslaus i els religiosos que hi treballaven.
- El nom del monestir d'Emaús prové de la festa de la consagració de l'església. El 1372, una part de l'Evangeli de Lluc fou llegit, el que fa referència a l'aparició de Jesucrist als deixebles, al camí d'Emmaús, i el nom d'aquest lloc bíblic va ser l'adoptat.
- Les cinc esglésies de la ciutat nova de Praga, fundades per l'emperador Carles IV, formen una creu regular. El braç nord-sud comunica les esglésies de Santa Caterina d'Alexandria i l'Anunciació de la Mare de Déu Na Slupi, al braç oest-est hi trobem Església de l'Assumpció de la Mare de Déu i Sant Carlemany i el monestir d'Emaús, els braços s'entrecreuen al'església de Sant Apol·linar.[6] La biga vertical de la creu imaginària es pot estendre a través de la capella del Corpus fins al monestir carmelita de la Mare de Déu de les N